# Joan Vert
Joan Baptista Vert i Carbonell més conegut per Joan Vert (Carcaixent, 22 d'abril de 1890 – Madrid, 16 de febrer de 1931) va ser un compositor valencià que es va dedicar fonamentalment a la sarsuela, component pràcticament tota la seua obra en col·laboració amb el compositor gallec Reveriano Soutullo (1884-1932).

## Vida
Va nàixer a Carcaixent, on va ser batejat amb el nom de Joan Baptista, el mateix que son pare, a l'església de l'Assumpció de Carcaixent. Als cincs anys, la seua família es va traslladar a Ontinyent, on van instal·lar una fàbrica de rajoles i de piques de pedra artificial. Va ser a Ontinyent on el jove Joan va començar els seus estudis musicals en el Col·legi de la Concepció, i més tard piano, harmonia i composició amb Manuel Ferrando. També a Ontinyent, i sent un infant, va destacar en el cant religiós per la qualitat de la seua veu. Després va formar part de l'Orquestra Santa Maria de la localitat, de la qual va ser violí concertino.
El 1908, en morir el seu mestre, va traslladar-se a València per tal de continuar els seus estudis. Es va inscriure al Conservatori Superior de Música de València, estudiant amb Emilio Vega, que aleshores era director de la Banda Municipal de València. Amb Emilio Vega va desenvolupar una gran amistat, i l'any 1912, havent aconseguit aquest la plaça de director de la Banda d'Alabarders, el jove Vert decideix seguir-lo a Madrid per tal de continuar els seus estudis. El trasllat de Vert a Madrid va ser possible gràcies al cunyat de la seua futura esposa, Andreu Marín Simon, propietari d'una fàbrica de guitarres a València, que decideix donar al futur compositor el suport econòmic necessari. A Madrid es va matricular al Conservatori i va començar els seus intents en l'escena lírica, animat pels consells d'Emilio Vega.
Després d'estrenar dues sarsueles en solitari, l'any 1919 va començar una estreta i duradora col·laboració amb el compositor gallec Reveriano Soutullo. Junts van aconseguir fer de la marca "Soutullo i Vert" un sinònim d'èxit popular, mitjançant títols essencials de la sarsuela de principis del segle xx, com ara: La leyenda del beso, El último romántico i La del soto del Parral. Justament és aquesta darrera obra la que es considera com la més aconseguida del tàndem musical format per Soutullo i Vert. Pertanyent al subgènere de la sarsuela anomenat irònicament zarzuela de alpargata (sarsuela d'espardenya), pel tractament ingenu i idealitzat del món rural, conté pàgines musicals que formen part de l'imaginari musical espanyol més arrelat, com ara el cor "¿Dónde estarán nuestros mozos?..." o la romança del baríton "Ya mis horas felices...".
En les obres compostes en col·laboració entre Soutullo i Vert no s'especifica quina part correspon a cadascun dels compositors. No obstant això, Reveriano Soutullo, en referència al sistema de treball utilitzat va declarar: «Vert feia els seus números, jo els meus i després ens preocupàvem de donar-los unitat. Entre Joan i jo hi havia una compenetració tan gran que els seus números semblaven fets per mi i viceversa... »
Va morir amb només 40 anys d'un infart de miocardi, deixant viuda i cap descendència –l'única filla del matrimoni havia mort de molt petita. El Conservatori de Carcaixent porta el seu nom, i a Ontinyent té dedicat un carrer. Està soterrat al Cementeri de l'Almudena de Madrid.

## Obres
(Llista no exhaustiva)

### Sarsueles
- 1917 Las vírgenes paganas - llibret: Enrique García Alvarez i Félix Garzo
- 1918 El Versalles madrileño
- 1919 El capricho de una reina (en col·laboració amb: Reveriano Soutullo) - llibret: Antonio Paso i Antonio Vidal y Moya
- 1919 La Garduña (en col·laboració amb: Reveriano Soutullo) - llibret: Antonio Paso i José Rosales Méndez
- 1920 La Guillotina (en col·laboració amb: Reveriano Soutullo) - llibret: Pastor
- 1920 Guitarras y bandurrias (en col·laboració amb: Reveriano Soutullo) - llibret: Francisco García Pacheco i Antonio Paso
- 1921 Los hombrecitos (en col·laboració amb: Reveriano Soutullo) - llibret: Enrique Calonge
- 1921 La Paloma del barrio (en col·laboració amb: Reveriano Soutullo)
- 1921 Las perversas (en col·laboració amb: Reveriano Soutullo) - llibret: Alfonso Lapena Casañas i Alfonso Muñoz
- 1922 La venus de Chamberí (en col·laboració amb: Reveriano Soutullo) - llibret: Fernando Luque
- 1923 La conquista del mundo (en col·laboració amb: Reveriano Soutullo) - llibret: Fernando Luque
- 1923 La piscina del Buda (en col·laboració amb: Reveriano Soutullo i Vicent Lleó) - llibret: Antonio Paso i Joaquín Dicenta
- 1923 El regalo de boda (en col·laboració amb: Reveriano Soutullo) - llibret: Fernando Luque
- 1924 La leyenda del beso (en col·laboració amb: Reveriano Soutullo) - llibret: Enrique Reoyo, Antonio Paso i Silva Aramburu
- 1924 La chica del sereno (en col·laboració amb: Reveriano Soutullo)
- 1925 La casita del guarda (en col·laboració amb: Reveriano Soutullo) - llibret: Enrique Calonge
- 1925 Primitivo y la Gregoria o el amor en la Prehistoria (en col·laboració amb: Reveriano Soutullo) - llibret: Fernando Luque i Enrique Calonge
- 1925 Encarna, la misterio (en col·laboració amb: Reveriano Soutullo) - llibret: Enrique Calonge i Fernando Luque
- 1927 La del soto del Parral (en col·laboració amb: Reveriano Soutullo) - llibret: Anselmo C. Carreño i Luis Fernández de Sevilla
- 1927 El último romántico (en col·laboració amb: Reveriano Soutullo) - llibret: José Tellaeche
- 1930 Las Pantorrillas (en col·laboració amb: Reveriano Soutullo) - llibret: Joaquin Mariño i Francisco García Laygorri
- El capricho de Margot (en col·laboració amb: Reveriano Soutullo)
- Las aventuras de Colón

### Altres obres líriques
- 1919 Justicias y ladrones, opereta (en col·laboració amb: Reveriano Soutullo)
- 1928 Las Maravillosas, revista (en col·laboració amb: Reveriano Soutullo) - llibret: Antonio Paso i Borrás